# シアヌークビル州
シアヌークビル州（シアヌークビルしゅう）はカンボジアの州の一つ。カンボジア南部にあり、州都はシアヌークビル。

## 隣接州
- ココン州
- コンポンスプー州
- カンポット州

## 下位行政区画
シアヌークビル州は4郡で構成されている。
- 1801 シアヌークビル (ក្រុងព្រះសីហនុ) 市
- 1802 Prey Nob (ព្រៃនប់) 区
- 1803 Stueng hav (ស្ទឹងហាវ) 区
- 1804 Kampong Seila (ស្រុកកំពង់សិលា) 区